# Salix hypoleuca
Salix hypoleuca — вид квіткових рослин із родини вербових (Salicaceae).

## Морфологічна характеристика
Це кущ до 3.5 метра заввишки. Гілки тьмяно-коричневі, голі; гілочки рідко ворсисті. Листкова ніжка 3–9 мм, гола, рідше ворсиста; Листкова пластинка еліптична, ланцетна чи еліптично-довгаста, рідко яйцювата, 20–40(55) × 12–24 мм, абаксіально (низ) сиза, гола, в молодості рідко ворсиста, адаксіально тьмяно-зелена, гола чи майже так, край цільний, верхівка загострена. Чоловіча сережка 25–45 × 5–6 мм. Чоловіча квітка: тичинок 2; пиляки жовті, кулясті. Жіночі сережки 25–50(75) × 5–7 мм, густоквіткові. Коробочка яйцювата, ≈ 2.5 мм, майже сидяча.

## Середовище проживання
Ганьсу, Хубей, Шеньсі, Сичуань. Населяє схили гір, узбіччя доріг, долини; на висотах 1400–2700 метрів.